# Chaplin som skinsyg Ægtemand
Chaplin som skinsyg Ægtemand er en amerikansk stumfilm fra 1914 af Mack Sennett.

## Medvirkende
- Charles Chaplin
- Mabel Normand – Mabel
- Mack Swain – Wellington
- Eva Nelson
- Hank Mann